# 오랫만의 립글로스
〈오랫만의 립글로스〉(久しぶりのリップグロス 히사시후리립그로스[*])는 AKB48의 60번째 싱글이다. 타이틀 곡의 센터 포지션은 치바 에리이가 맡는다.

## 발매 배경
전작 〈전 남친입니다〉로부터 약 5개월 만의 싱글이다.
모기 시노부가 연구생에서 승격한 지 최장 기간인 11년만에 처음으로 선발에 발탁되었다.

## 선발 멤버
- 굵은 글씨는 첫 선발

오랫만의 립글로스
(센터 : 치바 에리이)
- AKB48팀 A:치바 에리이/무카이치 미온/오카다 나나/혼다 히토미(팀8)/오카베 린(팀8)
- AKB48팀 K:모기 시노부/야마우치 미즈키/오오니시 모모카(팀8)/오다 에리나(팀8)
- AKB48팀 B:카시와기 유키(최연장자)/오오모리 마호/오구리 유이(팀8)
- AKB48팀 4:무라야마 유이리/쿠라노오 나루미(팀8)/시타오 미우(팀8)
- AKB48연구생: 사토 아이리